# Rick Pagnutti
Richard Wayne Pagnutti (Sudbury, 14 novembre 1946) è un ex hockeista su ghiaccio canadese.
Nonostante sia stato una prima scelta assoluta al Draft non giocò mai nella National Hockey League.

## Carriera
Pagnutti crebbe nella Northern Ontario Junior Hockey League prima di essere scelto durante l'NHL Amateur Draft 1967 in prima posizione assoluta dai Los Angeles Kings, una della sei nuove franchigie iscritte in NHL dopo la fine dell'era delle Original Six.
Nella stagione 1967-68 esordì da professionista con il farm team degli Springfield Kings in American Hockey League, squadra con cui rimase per due stagioni. Disputò il campionato 1969-70 in un'altra lega minore nordamericana, la Western Hockey League con i Salt Lake Golden Eagles. Dal 1970 al 1972 Pagnutti giocò nella International Hockey League con i Fort Wayne Komets, conquistando nel 1972 il Governor's Trophy come miglior difensore della lega.
Nelle stagioni successive ritornò in AHL con i Rochester Americans, allora farm team dei Boston Bruins. Giocò per quattro stagioni entrando per due volte Second All-Star Team, ottenendo 211 punti in 308 partite disputate. Si ritirò definitivamente nel 1977 dopo aver giocato una stagione con i Binghamton Dusters.

## Palmarès

### Individuale
- Governor's Trophy: 1

1971-1972
- IHL First All-Star Team: 1

1971-1972
- AHL Second All-Star Team: 2

1972-1973, 1974-1975